# Rolf Siekmann
Rolf Siekmann (* 19. Februar 1949) ist ein ehemaliger deutscher Fußballspieler.

## Werdegang
Der Mittelfeldspieler Rolf Siekmann spielte für den SC Herford. Mit seiner Mannschaft wurde er in der Saison 1975/76 nach zwei Siegen über den SV Holzwickede zunächst Westfalenmeister und schaffte danach den Aufstieg in die 2. Bundesliga Nord. Am 18. September 1976 gab Siekmann sein Profidebüt beim 0:0 gegen den Bonner SC, als er für Herbert Bittner eingewechselt wurde. Am 4. Dezember 1976 erzielte Siekmann sein erstes Tor in der 2. Bundesliga, als er bei der 1:3-Niederlage gegen Preußen Münster kurz vor Abpfiff den Ehrentreffer für seine Mannschaft erzielte. Nachdem die Herforder in der Saison 1976/77 noch den Klassenerhalt schafften, musste seine Mannschaft ein Jahr später nur aufgrund der schlechteren Tordifferenz gegenüber dem VfL Osnabrück in die neu geschaffene Oberliga Westfalen absteigen.
Von 1984 bis 1986 wirkte Rolf Siekmann noch als Trainer des SC Herford in der Oberliga Westfalen. Während der Saison 1985/86, die mit dem Abstieg der Herforder endete, wurde Siekmann entlassen und durch Otmar Calder ersetzt.